# Roda JC
Roda JC är en nederländsk fotbollsklubb från staden Kerkrade. Klubben bildades den 27 juni 1962 genom en sammanslagning av Roda Sport och Rapid JC. Deras nuvarande stadion heter Park Limburg stadion och har en kapacitet på cirka 20 000 åskådare. Den invigdes med en match mot Real Zaragoza den 15 augusti 2000

## Kända spelare
- Fredrik Berglund